# Krzysztof Krempski
Krzysztof Krempski (Krępski) herbu Prus I – rotmistrz piechoty.
Poseł ziemi trembowelskiej na sejm 1567 roku, poseł województwa podolskiego na sejm 1569 roku. Podpisał akt unii lubelskiej. Poseł województwa podolskiego na sejm 1570 roku i sejm koronacyjny 1576 roku.